# This Summer’s Gonna Hurt like a Motherfucker
«This Summer’s Gonna Hurt like a Motherfucker» (также известная как «This Summer’s Gonna Hurt…» или сокращенно для цензурной версии «This Summer», или для сингл-версии «This Summer’s Gonna Hurt like a Motherf***er») — песня американской-поп-рок группы Maroon 5. 15 мая 2015 года песня была включена в качестве четвёртого сингла делюкс-издания пятого студийного альбома группы V. В музыкальном плане песня была описана как имеющая «звук синти-попа» в стиле арена-рока.

## Предыстория
6 мая 2015 года ходили слухи, что 26 мая на радио Maroon 5 выпустят совершенно новый сингл под названием «This Summer’s Gonna Hurt». На следующий день это было подтверждено статьёй журнала Billboard, в которой говорится, что «This Summer’s Gonna Hurt» будет выпущен в преддверии предстоящего делюкс-издания группы их альбома V и последует за предыдущим синглом группы «Sugar». 11 мая 2015 года группа официально объявила, что сингл выйдет 15 мая, и 19 мая на радио.

## Список композиций
| CD Single 1. «This Summer’s Gonna Hurt like a Motherfucker» ― 3:44 2. «Sugar (Remix)» ― 3:55 Digital download 1. «This Summer’s Gonna Hurt like a Motherfucker» — 3:44 | Digital download — Clean 1. «This Summer» (Clean) — 3:44 Digital download — Circuit Jerks Remix 1. «This Summer» (Circuit Jerks Remix) — 3:54 |

## Участники записи
Источник:.
Maroon 5
- Адам Левин — основной вокал, автор
- Джесси Кармайкл — гитара, групповой вокал
- Микки Мэдден — басс
- Джеймс Валентайн — гитара, групповой вокал
- Мэтт Флинн — ударные, перкуссия
- Пи Джей Мортон — клавишные, групповой вокал

Сессионные музыканты
- Shellback — автор, продюсер, программирование, дополнительная гитара, бас, клавишные, групповой вокал
- Сэм Фаррар — групповой вокал

Дополнительные участники записи
- Ноа «Mailbox» Пасовой — звукорежиссёр
- Сэм Холланд — ассистент звукорежиссёра
- Кори Байс — ассистент звукорежиссёра
- Эмерсон Дэй — ассистент звукорежиссёра
- Бен Седан — ассистент звукорежиссёра
- Сербан Генея — микшер
- Джон Хейнс — engineered for mix
- Тим Робертс — assistant engineered for mix
- Том Койн — мастеринг

Запись
- Студия: MXM Studios, Стокгольм, Швеция; Conway Studios и Henson Studios, Лос-Анджелес, Калифорния
- Микширование: MixStar Studios, Верджиния-Бич, Вергиния, США
- Мастеринг: Sterling Sound, Нью-Йорк, Нью-Йорк, США

## Чарты
| Чарт (2015)                                | Высшая позиция |
| ------------------------------------------ | -------------- |
| Australia (ARIA)                           | 70             |
| Австрия (Ö3 Austria Top 40)                | 38             |
| Бельгия/Фландрия (Ultratip Bubbling Under) | 2              |
| Бельгия/Валлония (Ultratip Bubbling Under) | 3              |
| Bulgaria (IFPI)                            | 4              |
| Канада (Billboard Canadian Hot 100)        | 16             |
| Канада (Billboard AC)                      | 28             |
| Канада (Billboard CHR/Top 40)              | 11             |
| Канада (Billboard Hot AC)                  | 16             |
| СНГ (TopHit Airplay)                       | 4              |
| Чехия (Rádio — Top 100)                    | 39             |
| Чехия (Singles Digitál Top 100)            | 21             |
| Дания (Tracklisten)                        | 40             |
| Финляндия (Suomen virallinen lista)        | 16             |
| Франция (SNEP)                             | 69             |
| Германия (GfK)                             | 45             |
| Венгрия (Rádiós Top 40)                    | 36             |
| Венгрия (Single Top 40)                    | 30             |
| Ирландия (IRMA)                            | 46             |
| Италия (FIMI)                              | 31             |
| Lebanon (OLT 20)                           | 6              |
| Lebanon English (OLT 20)                   | 3              |
| Mexico Ingles Airplay (Billboard)          | 1              |
| Нидерланды (Dutch Top 40)                  | 30             |
| Нидерланды (Single Top 100)                | 39             |
| Норвегия (VG-lista)                        | 37             |
| Польша (Polish Airplay Top 100)            | 16             |
| Россия (TopHit)                            | 5              |
| Шотландия (OCC Scotland)                   | 13             |
| Словакия (Rádio — Top 100)                 | 55             |
| Словакия (Singles Digitál Top 100)         | 22             |
| Slovenia (SloTop50)                        | 36             |
| South Korea International Chart (Gaon)     | 38             |
| Швеция (Sverigetopplistan)                 | 52             |
| Швейцария (Schweizer Hitparade)            | 56             |
| Великобритания (OCC UK Singles)            | 40             |
| Украина (TopHit)                           | 8              |
| США (Billboard Hot 100)                    | 23             |
| США (Billboard Adult Contemporary)         | 21             |
| США (Billboard Adult Pop Airplay)          | 7              |
| США (Billboard Dance/Mix Show Airplay)     | 19             |
| США (Billboard Pop Airplay)                | 10             |
| Venezuela Pop General (Record Report)      | 19             |
| Venezuela Pop Rock General (Record Report) | 5              |
| Venezuela Top Anglo (Record Report)        | 6              |

| Чарт (2015)                 | Позиция |
| --------------------------- | ------- |
| Canada (Canadian Hot 100)   | 84      |
| CIS (Tophit)                | 49      |
| Russia Airplay (Tophit)     | 53      |
| Ukraine Airplay (Tophit)    | 60      |
| US Adult Top 40 (Billboard) | 44      |

## Сертификации
| Регион | Сертификация | Продажи   |
| --- | ------------ | --------- |
| Бразилия (ABPD) | Платиновый   | 60 000    |
| Дания (IFPI Danmark) | Золотой      | 45 000    |
| Италия (FIMI) | Золотой      | 25 000    |
| Польша (ZPAV) | Платиновый   | 20 000*   |
| США (RIAA) | Платиновый   | 1 000 000 |
| * Данные о продажах приведены только на основе сертификации. · Данные о продажах + прослушиваниях приведены только на основе сертификации. |              |           |

## История релиза
| Регион   | Дата            | Формат                 | Версия                                            | Лейбл(ы)       | Примечания |
| -------- | --------------- | ---------------------- | ------------------------------------------------- | -------------- | ---------- |
| Разные   | 15 мая 2015     | Цифровое скачивание    | Оригинальная clean                                | 222 Interscope |            |
| США      | 19 мая 2015     | Contemporary hit radio | Clean                                             | 222 Interscope | [ 8 ]      |
| Германия | 31 июля 2015    | CD                     | Оригинальная « Sugar » Remix featuring Ники Минаж | 222 Interscope | [ 65 ]     |
| Разные   | 9 сентября 2016 | Цифровое скачивание    | Circuit Jerks Remix                               | 222 Interscope | [ 10 ]     |

## Версия Maroon 5 vs. Alesso
Версия песни в жанре прогрессив-хаус от продюсера Алессо, была выпущена 29 июня 2015 года на iTunes. Версия была указана как Maroon 5 vs. Alesso.

### Предыстория
Алессо рассказал: 
Я услышал эту запись, и мне пришлось сделать версию. Это просто одна из тех записей, которые вы должны включить так громко, что это больно. Для меня это рекорд лета!» Похоже, Maroon 5 чувствовали то же самое в отношении работы с хитмейкером «Heroes (We Could Be)».
 Адам Левин также рассказл о сотрудничестве Алессо: 
«Мы большие поклонники Алессо и были рады услышать, что он сделает ремикс песни. Мы оба дружим с [продюсером] Shellback и взаимно уважаем друг друга, так что было здорово иметь возможность сотрудничать над чем-то подобным вместе».

### Выступления
20 июня 2015 года Alesso исполнил песню на фестивале EDC в Лас-Вегасе, Невада. 24 июля 2015 года Алессо исполнил ремикс на фестивале Tomorrowland в Боме, Бельгия.

### Список композиций
- Digital download[69]

1. «This Summer» (Maroon 5 vs. Alesso) — 3:11
2. «This Summer» (Maroon 5 vs. Alesso) (Extended Mix) — 5:04

- Digital download — Clean

1. «This Summer» (Maroon 5 vs. Alesso) (Clean) — 3:11

### Сертификации
| Регион                                                                      | Сертификация | Продажи |
| --------------------------------------------------------------------------- | ------------ | ------- |
| Австралия (ARIA)                                                            | Золотой      | 35 000  |
| Данные о продажах + прослушиваниях приведены только на основе сертификации. |              |         |

### История релиза
| Регион | Дата         | Формат              | Версия             | Лейбл(ы)       | Примечания |
| ------ | ------------ | ------------------- | ------------------ | -------------- | ---------- |
| Разные | 29 июня 2015 | Цифровое скачивание | Оригинальная clean | 222 Interscope | [ 69 ]     |